# 苞叶香茶菜
苞叶香茶菜（学名：Isodon melissoides）为唇形科香茶菜属下的一个种。